# 會津大塚山古墳
會津大塚山古墳（日语：／ Aiduootsukayamakofun）是位於日本福島縣會津若松市一箕町八幡北瀧澤的一座前方後圓墳，一箕古墳群的構成墳之一，日本國史跡，出土文物為日本國重要文化財。

## 概要

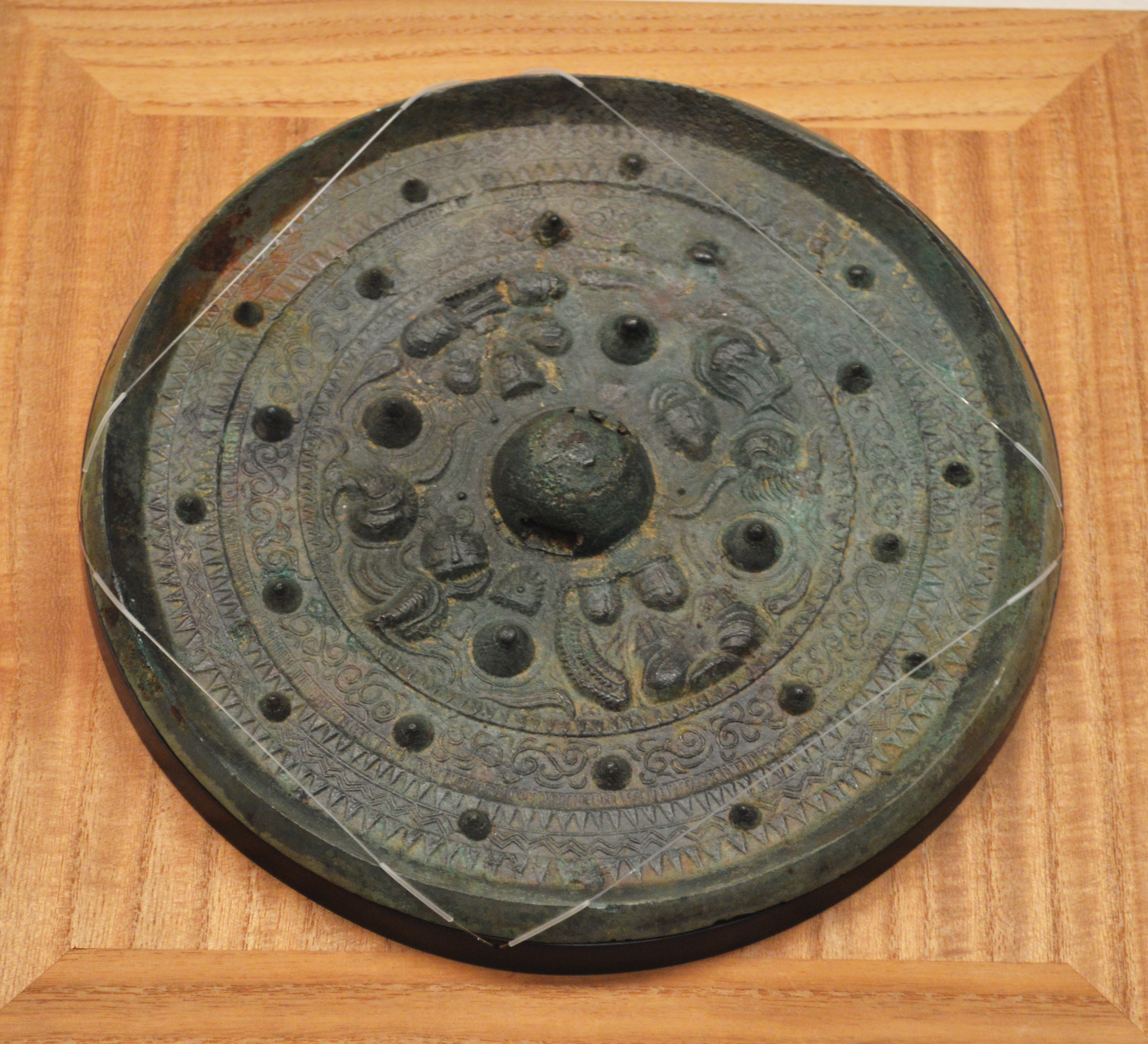
三角緣神獸鏡

古墳建於會津盤地東部山地的西側，高約270米的獨立丘陵上。古墳附近有9座圓墳，南面則有14座橫穴墓。按《新編會津風土記》記載：「以前南面的腹部處有一蝦夷穴，分別有一9尺（約2.73）四方的洞和五處小洞」（昔南の中腹に蝦夷穴とて九尺四方計の洞一つ、小き洞五つありし）。1964年，伊東信雄與會津若松市教育委員會、會津若松史編纂委員會等對古墳展開了考古調查，測得古墳長90米，後圓部分直徑是45米，前方部分寬23米，後圓部分南面有寬約20米的坑道，但是沒有發現周濠，也沒有葺石和圓筒埴輪。
1988年，再次展開的測量調查發現古墳長114米，後圓部分直徑為70米，前方部分寬54米，前方部分幾乎朝正北面，後圓部分朝向西面的地方微微拱起，中間細部朝向東面的地方建有造出。前方部分有兩層，後圓部分則是兩層或三層，東面有周壕。墓室形態是割竹形木棺，其四周被粘土所壓，以南北為中軸垂直並列於後圓部分內，靠南面的木棺長8.4米，寬1.1米，出土了以鶴山丸山古墳出土的三角緣神獸鏡為範本的仿製品、變形四獸鏡・硬玉製勾玉、碧玉製管玉、琥珀製算盤玉、玻璃製小玉、竹梳、鐵製三葉環頭大刀、鐵劍、鐵小刀、銅鏃、鐵鏃、直弧紋漆塗箭筒、鐵斧、槍鉋和磨刀石等等，靠北面的木棺長6.5米，寬1米，出土了捩文鏡、碧玉製管玉、碧玉製紡錘車、鐵製直刀、鐵劍、銅鏃、鐵鏃、箭筒、鐵斧和刀子等等。此外，也對前方部分北面的圓墳（二號墳）和橫穴群展開了考古調查。
從古墳的出土文物可以得知，入葬者與畿內政權（大和王權）關係密切，對於研究古墳文化的傳播非常重要。然而，對於古墳詳細的建造時期仍然有爭議，會津若松市主張是4世紀前半或4世紀中，文化廳、《角川日本地名大辭典》、《大英百科全書（日本版）》和《日本大百科全書》都採用4世紀末的說法。與此同時，文化廳也形容古墳是東北地方歷史最悠久的，但是按會津若松市教育委員會的研究，較古墳位置更高的飯盛山和堂作山上分別建有飯盛山古墳和堂作山古墳，這兩座古墳的歷史比會津大塚山古墳更悠久。

## 規模
古墳規模如下：
- 墳丘長114米
- 後圓部份
  - 直徑70米
  - 高10米
- 前方部分
  - 寬54米
  - 高3.5米

- 後円部墳頂
- 2号墳

## 文化財

### 日本國重要文化財
- 会津大塚山古墳出土品 - 1977年6月11日指定[13]。

### 日本國史跡
- 大塚山古墳 - 1972年5月26日指定[15]。

### 註解
1. ↑  《世界大百科事典》[2]、《國指定史跡導賞》[3]和文化廳均記載為約30米[4]，同樣是標記為270米有會津若松市[5]、《角川日本地名大辭典》[6]和《日本歷史地名大系》[7]。
2. ↑  《世界大百科事典》、《日本大百科全書》和文化廳仍然採用舊有的測量結果，即長90米，後圓部分直徑45米，前方部分寬23米[2]，後兩者對於後圓部分的高度亦同樣採用舊記錄的6米[4][12]。另一方面，《日本歷史地名大系》與《國指定史跡導賞》均採用較新的測量結果[3]。

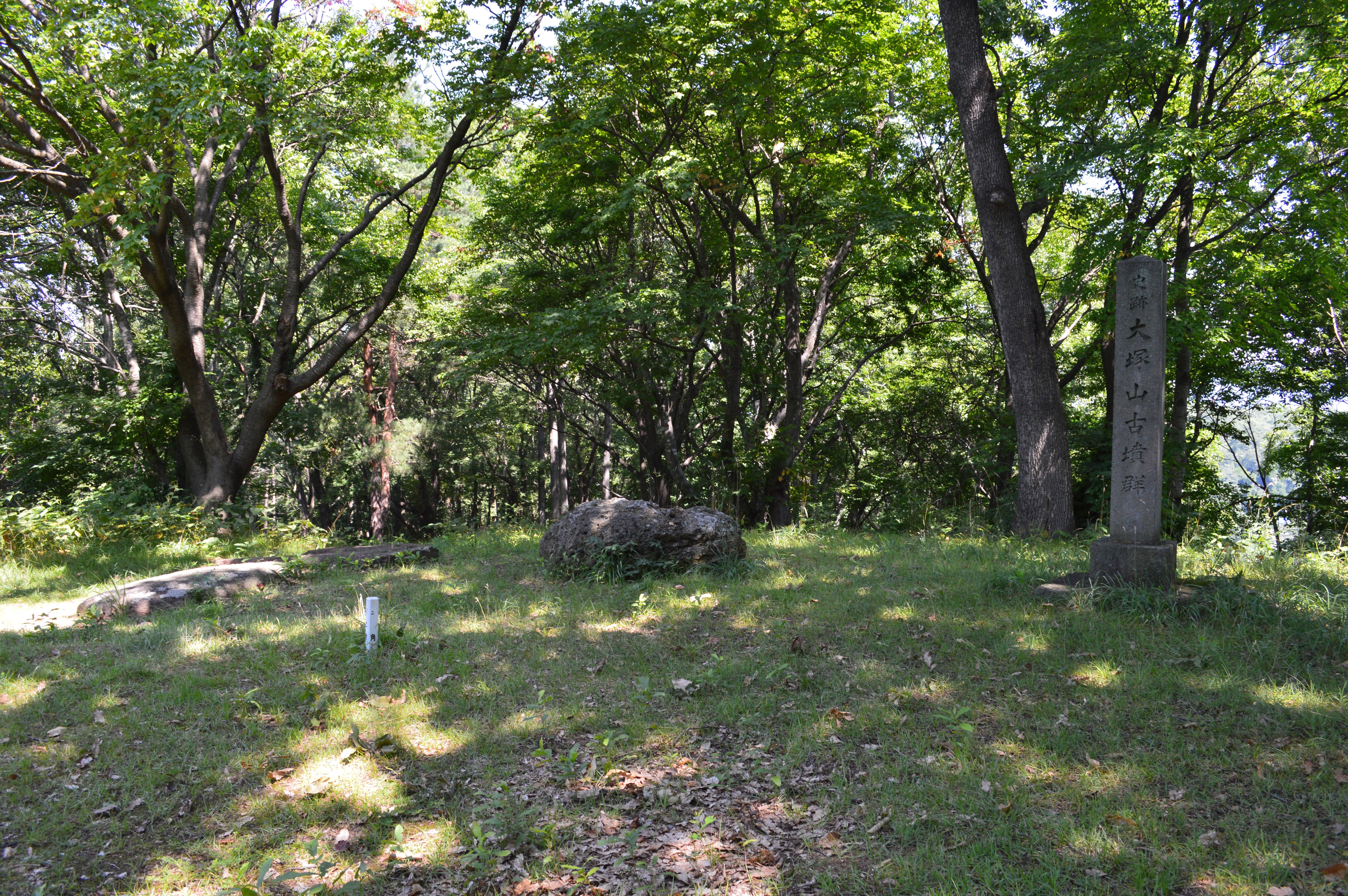
後円部墳頂
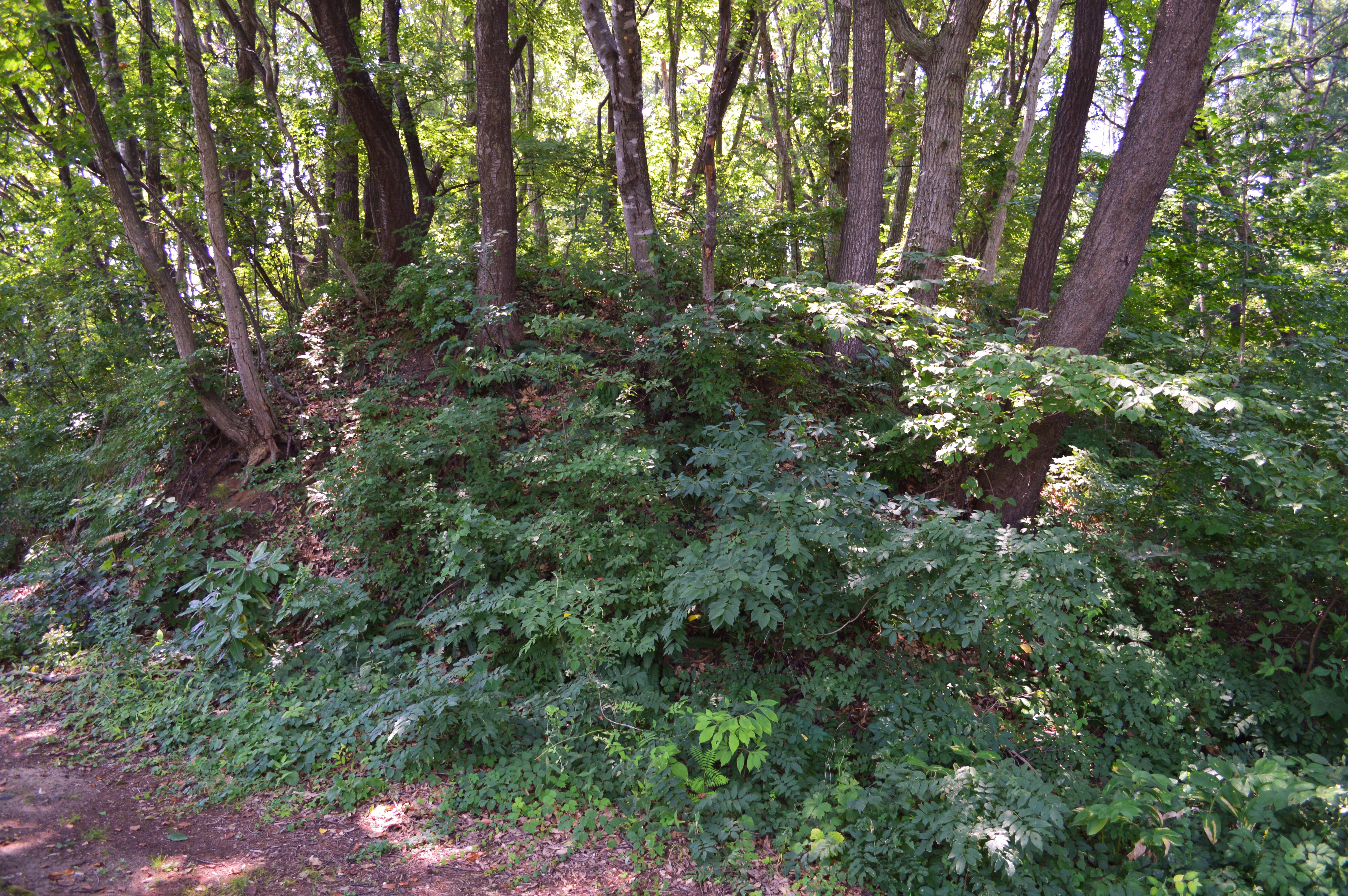
2号墳

## 外部連結
- Vol.1&t=0h0m0s YouTube上的
- Vol.2&t=0h0m0s YouTube上的